# 克羅姆巴赫河
50°3′45.50″N 9°13′38.08″E / 50.0626389°N 9.2272444°E

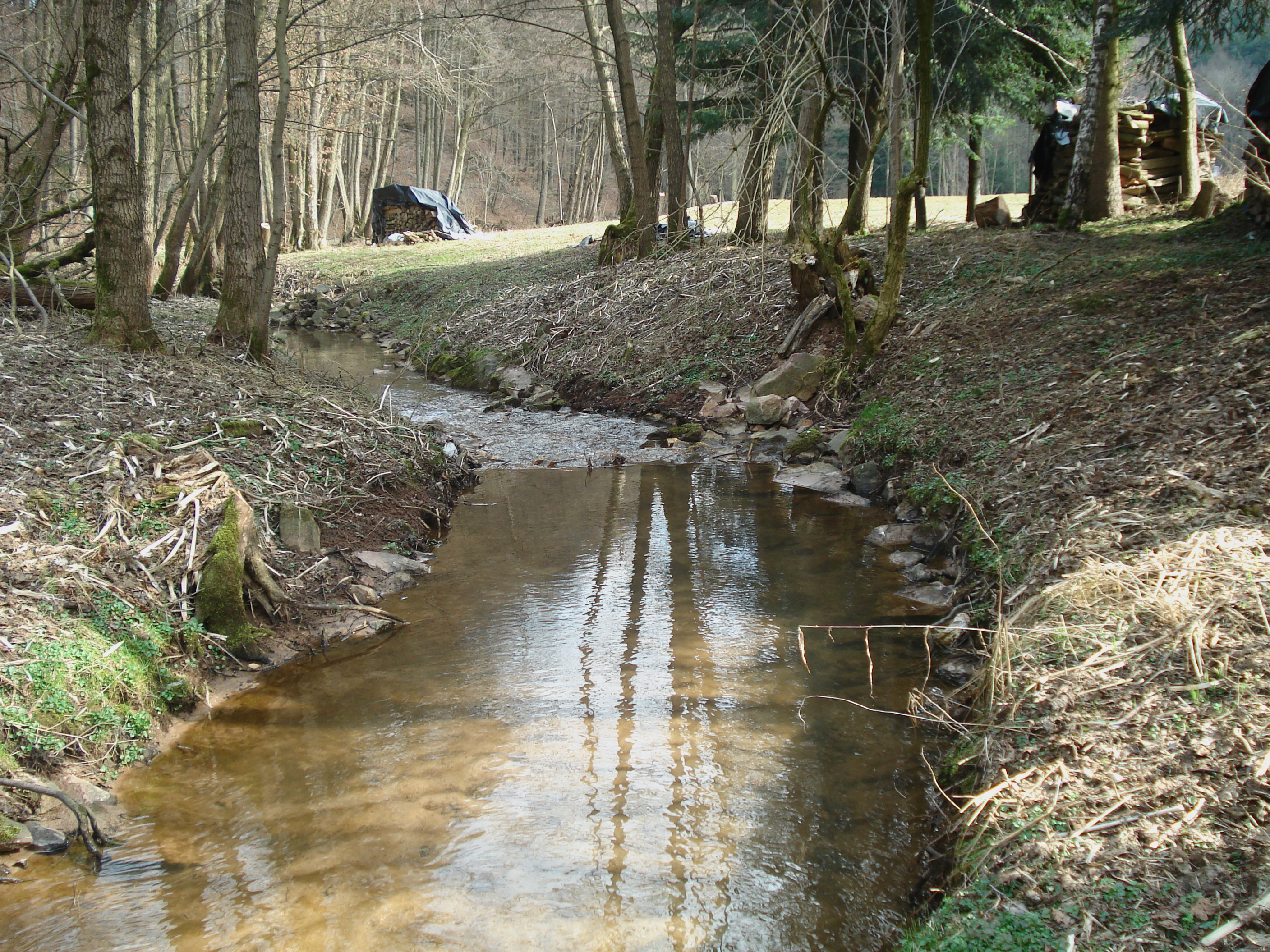

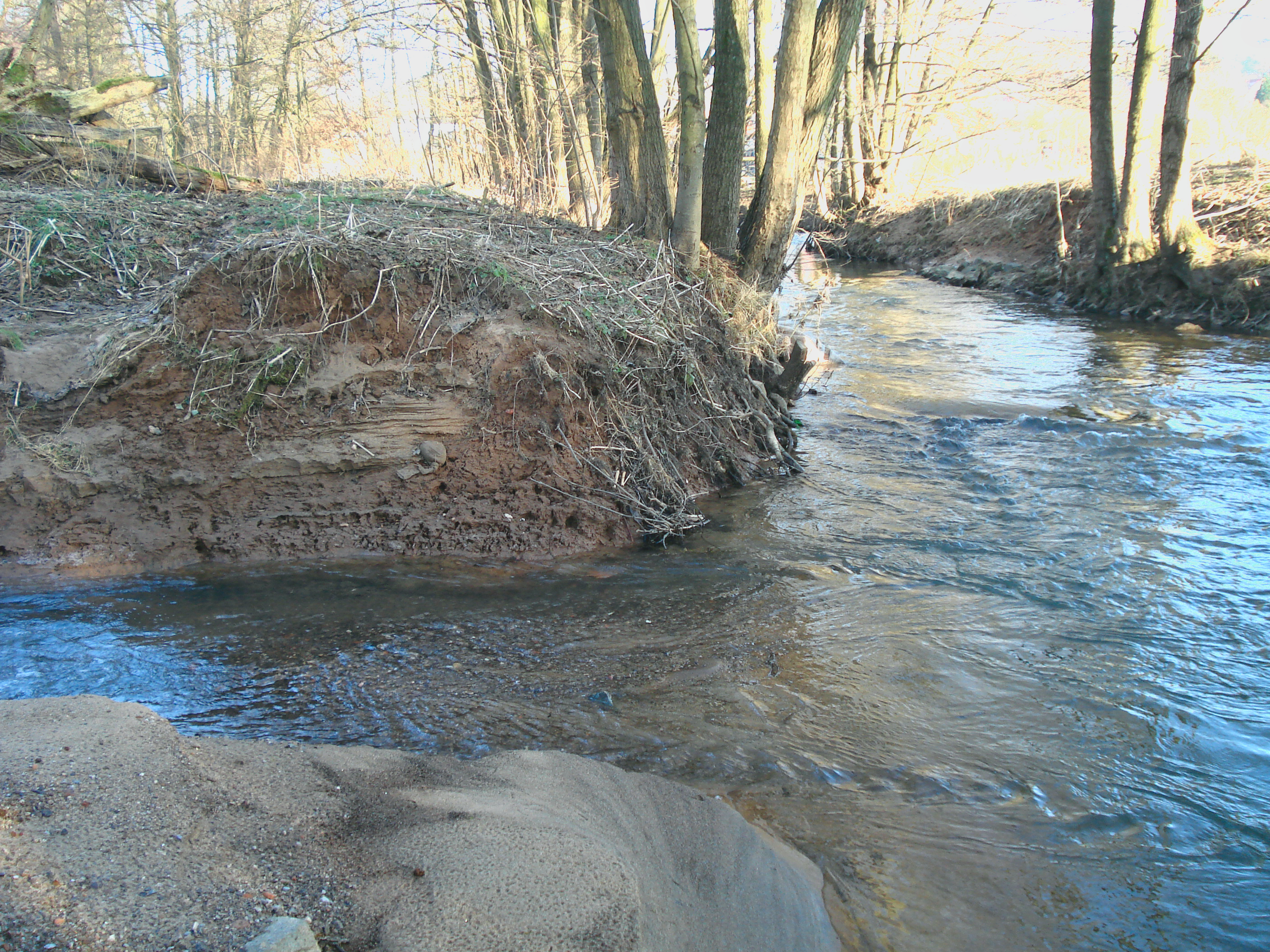

克羅姆巴赫河（德語：Krombach），是德國的河流，位於該國東南部，由巴伐利亞負責管轄，屬於卡爾河的右支流，河道全長6公里，流域面積7.7平方公里，河口處在布蘭肯巴赫。